# Брунер, Джером
Джером Сеймур Брунер (англ. Jerome Seymour Bruner; 1 октября 1915, Нью-Йорк, США — 5 июня 2016) — американский психолог и педагог, крупнейший специалист в области исследования когнитивных процессов. Президент Американской психологической ассоциации (1965).

## Биография
Родился в Нью-Йорке, в еврейской семье из Польши. Его отец Гершл (впоследствии Герман) Брунер (англ. Herszel Herman Bruner, 1879—1927) происходил из Бендзина, а мать Рухл-Бейла (впоследствии Роуз) Гликсман (англ. Rose Gliksman, 1879—1957) — из Ченстоховы.
Он получил степень бакалавра в 1937 году в Университете Дьюка и степень доктора философии Гарвардского университета в 1941 году. Профессор психологии с 1952 года. С 1960 года сооснователь и содиректор Центра по исследованию познавательных процессов в Гарвардском университете.
Внёс значительный вклад в развитие когнитивной психологии и когнитивной теории обучения в педагогической психологии, а также истории и общей философии образования. Вплоть до своей кончины Брунер являлся старшим научным сотрудником юридического факультета в Нью-Йоркском университете.
Скончался 5 июня 2016 года на 101-м году жизни.

## Награды
- 1955 — Стипендия Гуггенхайма[11]
- 1962 — Премия АПА за выдающийся научный вклад в психологию[англ.]
- 1981 — Премия Торндайка[англ.]
- 1987 — Премия Бальцана
- 1989 — Стипендия Уильяма Джемса[англ.]